# USS Saint Paul (CA-73)
El USS Saint Paul (CA-73) de la Armada de los Estados Unidos fue un crucero pesado de la clase Baltimore. Fue puesto en gradas en 1943, botado en 1944 y asignado en 1945. Fue retirado en 1971 y posteriormente desguazado.
Fue originalmente ordenado como USS Rochester y cambió a USS Saint Paul en 1943 (en honor a Saint Paul, capital de Minesota).

## Construcción y características
Construido por Bethlehem Steel de Quincy, Massachusetts, fue puesto en gradas el 1 de septiembre de 1943, botado el 16 de septiembre de 1944 y asignado el 17 de febrero de 1945.